# El Infiernito
El Infiernito (špansko za "Mali pekel") je predkolumbovsko arheoastronomsko najdišče na Altiplano Cundiboyacense na obrobju Villa de Leyva, departma Boyacá, Kolumbija. Sestavljeno je iz več zemeljskih del, ki obkrožajo postavitev menhirjev (pokončno stoječi kamni); prisotnih je tudi več grobišč.  Lokacija je bila središče verskih obredov in duhovnih očiščevalnih obredov, služilo pa je tudi kot astronomski observatorij.

## Zgodovina
Območje je bilo pod tem imenom znano že dolgo pred odkritjem arheološkega najdišča. Španski konkvistadorji so ga poimenovali infiernito ali "mali pekel", ker so mislili, da je hudičevo in so ga označili kot mesto poganskega čaščenja. Prvi opis najdišča je leta 1847 naredil geograf kolumbijske vojske Joaquin Acosta, ki je poročal o 25 kamnitih stebrih, napol zakopanih v dolini Monquirá. Najdbe je preučeval Alexander von Humboldt, ki je verjel, da bi to mesto lahko uporabili za predvidevanje astronomskih pojavov, kot so solsticiji in enakonočji, na kar kaže poravnava kamnov s soncem in luno.

## Opis
Kamniti kosi so izklesani v rožnatem peščenjaku, mnogi od njih v stebričastih oblikah z vrezanim obročem. Do danes je bilo izkopanih skupno 109 monolitov: 54 v severni kamniti vrsti in 55 v južni, ki so poravnani v orientaciji vzhod–zahod, ki očitno predstavlja koledar Muisca, ki deli območje na dva glavna dela: severno sveto polje (Infiernito N° 1) in južno sveto polje (Infiernito N° 2).

## Kronologija
Arheološka izkopavanja so zbrala veliko število vzorcev lesnega oglja, ki so bili uporabni za radiokarbonsko datiranje. Opazimo lahko tri različne stratigrafske ravni, ki kažejo zgodnje naseljevanje Altiplano Cundiboyacense:
- IAN - 119 - "El Infiernito", N° 2: 2.490 ± 195 let pred sedanjostjo
- IAN - 128 - "El Infiernito", N° 1: 2.180 ± 140 let pred sedanjostjo
- IAN - 148 - "El Infiernito", N° 2: 2.880 ± 95 let pred sedanjostjo

Prvi sloj je bogat z živalskimi ostanki, rastlinskim pepelom, rdečim okerjem, Encelia farinosa in smolami. Drugi prikazuje predvsem ostanke koruze. V tretjem sloju je okoli velikega monolita na južnem svetem polju zbranih več kosov žganih vklesanih kamnin in kamnito orodje ter ostanki velikega kresa.
- Grobnica dolmen v El infiernito
- Izolirane falične figure, Arheološki park Monquirá
- Falični megalit, Arheološki park Monquirá

## Grožnje
Prva formalna arheološka izkopavanja na najdišču je leta 1981 vodil antropolog Eliecer Silva Celis; to je privedlo do razglasitve najdišča za arheološki park. Ugotovljeno je bilo, da so bile grobnice močno prizadete zaradi ropa grobov, človeški ostanki pa so bili razpršeni. Manjkal je osrednji steber (približno 5 metrov visok), ki ga je opisal Joaquin Acosta leta 1850 in ki je očitno omogočal merjenje astronomske poravnave sonca med enakonočjem. Poravnave stebrov so bile predmet podrobnejše študije arheoastronoma Juana Moralesa, ki je ugotovil, da so glavni stebri poravnani pod azimutom 91° na vrh hriba Morro Negro, ki kaže na sončni vhod v enakonočju. Sonce poletnega solsticija bo vidno s stebrov, ki se dvigajo nad svetim jezerom Iguaque, rojstnim krajem Muisca. 

## Drugi spomeniki
Drugi kamniti spomeniki kulture Muisca obstajajo v Sutamarchánu, Tunji, Ramiriquí, Tibaná in Paz de Río med drugimi lokacijami.